# Segyehwa
Segyehwa koreanisch 세계화 ist einerseits der gängige koreanische Begriff für Globalisierung und setzt sich zusammen aus den Wörtern „segye“ (세계) für „Welt, Erdball, Globus“ und als Endsilbe „hwa“ (화) für „Umwandlung“ und steht anderseits für einen öffentlich genutzten Slogan in Südkorea, der in den Jahren 1993–1998 durch die Regierung von Kim Young-sam (김영삼) geprägt wurde und damit die sogenannte Top-Down-Reform Kims meinte, in der er seine Politik als Reaktion auf den durch Marktliberalisierungen aufgebauten globalen Druck darauf ausrichtete, die koreanische Wirtschaft umzubauen.

## Geschichte
Nach der Teilnahme am APEC-Gipfel am 15. November 1994 in Indonesien kündigte zwei Tage später der damalige Präsident Kim Young-sam eine Globalisierungspolitik an, um damit Südkorea zu einer wirtschaftlichen starken Nation zu machen. Schon zuvor hatte Südkoreas Außenminister Han Sung-joo (한승주) erklärt, eine neue Administration auf Basis der fünf Grundlagen zu schaffen, die er mit Globalisierung, Diversifizierung, Mehrdimensionalität, regionale Zusammenarbeit und zukunftsorientierte Ausrichtung bezeichnete und den Zweck erfüllen sollte, sich von der Dominanz der bilateralen Beziehungen zu den USA zu lösen.
Im Dezember 1994 kündigte Präsident Kim eine Kabinettsumbildung und Reorganisation der Administration an. Das ehemalige Economic Planning Board (EPB) ging in das neu strukturierte Ministry of Finance and Economy (MOFE) auf und das Ministry of Trade, Industry, and Energy wurde durch das Ministry of Trade and Industry (MITI) ersetzt. Im Blauen Haus (청와대), dem Regierungssitz des Präsidenten, wurde ein Planungsstab für Globalisierungsfragen eingerichtet und innerhalb der Regierung ein Globalisierungskomitee (segyehwa chujin wiweonhoe (세계 추진 위웨온회)) gebildet, dessen Vorsitz Premierminister Lee Hong-koo (이홍구) übernahm. Das Komitee wurde mit verschiedenen Ausschüssen untergliedert, in denen Personen aus Ministerien, Forschungseinrichtungen, Universitäten, Unternehmen und zivilgesellschaftlichen Organisationen ihre Expertise einbrachten.
In zwei Reden des Präsidenten Kim, die er am 25. Januar 1995 und am 23. März 1995 hielt, verdeutlichte er sein Verständnis von Segyehwa vor der Nation, indem er die Globalisierung als einen globalen Trend mit einer „grenzenlosen Weltwirtschaft“ und „grenzenlosen globalen Wettbewerb“ darstellte und dies für Südkorea „Rationalisierung aller Lebensbereiche“ bedeutete, mit „tiefgreifenden Transformation der Gesellschaft“.
Ziel der Politik Kims war es:
1. eine erstklassige Nation zu schaffen,
2. alle Aspekte des Lebens zu rationalisieren,
3. die nationale Einheit aufrechtzuerhalten, indem sie Klassen-, Regional- und Generationenunterschiede überwindet,
4. die nationale Identität Koreas als Grundlage für eine erfolgreiche Globalisierung zu stärken und
5. das Gemeinschaftsgefühl mit der gesamten Menschheit zu stärken.

Um diese Ziele erreichen zu können, wäre es notwendig, die wirtschaftliche Effizienz durch Förderung von Autonomie, Wettbewerb und Liberalisierung zu steigern, so Kim.
1996 erklärte Kim die Fortsetzung seiner Segyehwa-Politik durch:
1. die Reform des Finanzsektors,
2. eine Unternehmensreform, die sich auf die Beendigung der Abhängigkeit von den Jaebeol (재벌) (Große Familienunternehmen) konzentrierte,
3. eine Arbeitsreform mit dem Ziel, den Arbeitsmarkt flexibler zu gestalten,
4. eine Reform des öffentlichen Sektors durch Straffung und Effizienz,
5. eine Fortsetzung der Verlagerung von der Abhängigkeit von Krediten hin zur Förderung von ausländischen Direktinvestitionen.[4]

All diese Reformen hatten auch in Kims Augen das Ziel, dass Südkorea als Mitglied in der Organisation für wirtschaftliche Zusammenarbeit und Entwicklung (OECD) aufgenommen wird, was dann im Dezember 1996 auch geschah. Doch die angekündigten radikalen Reformen blieben aus und die Segyehwa verblieb als reine Rhetorik, als 1997 die asiatische Finanzkrise auch Südkorea erschütterte und eine Reihe von Unternehmensinsolvenzen zur Folge hatte, unter ihnen Kia Motors als bekanntestes Opfer der Krise. Während Kims Amtszeit stiegen zudem die Auslandsschulden des Landes von 43,9 Milliarden US-Dollar im Jahr 1994 auf 158 Milliarden US-Dollar im Jahr 1997, während im gleichen Zeitraum die Währungsreserven von 20,2 Milliarden US-Dollar auf 12,4 Milliarden US-Dollar sanken.
Als die Bank of Korea nur noch über 8 Milliarden US-Dollar Reserven verfügte und ein Staatsbankrott drohte, musste Südkorea den Internationalen Währungsfonds (IWF) um Hilfe bitten, der aber seine Hilfen von Reformen abhängig machte. Im Februar 1998 wurde Kim Young-sam per Präsidentenwahl abgewählt und durch Kim Dae-jung (김대중) ersetzt, der die vom IWF geforderten Reformen durchsetzte. Der Begriff Segyehwa blieb aber weiterhin mit dem Namen Kim Young-sam verbunden.
Der Term Segyehwa ruft aber laut dem Aufsatz „Segyehwa: Globalization and Nationalism in Korea“ von Hyun Ok Park unter Koreanern eine starke nationalistische Stimmung hervor und fordert die nationale Einheit, um zu überleben und die Führung in der internationalen Gemeinschaft zu übernehmen. Der Begriff repräsentiere eine deterritorialisierte nationale Gemeinschaft unter Koreanern, wobei eigentlich mit Kyopo (Koreaner mit Wohnsitz im Ausland) und Tongpo (Blutsverwandte, Landsleute) unterschieden wird, aber Tongpo als integratives und integratives Konzept verwendet, brüderliche und schwesterliche Bindungen und Mitgefühl auslösen. So ist es auch zu verstehen, dass die koreanische Regierung noch heute über die Angebote der Overseas Koreans Foundation (OKF) (재외동포재단) Auslandskoreaner an das Heimatland binden möchte und damit das Wir-Gefühl unter ihnen stärkt.